# Aerosmith/Auszeichnungen für Musikverkäufe

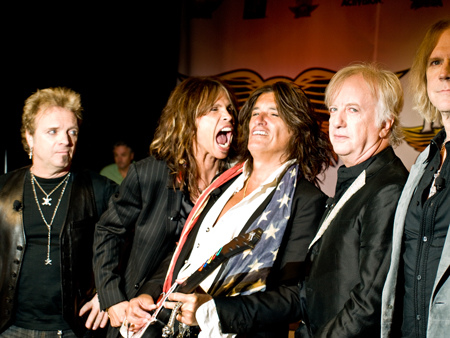
Aerosmith (2008)

Dies ist eine Übersicht über die Auszeichnungen für Musikverkäufe der US-amerikanischen Rock-Musikgruppe Aerosmith. Die Auszeichnungen finden sich nach ihrer Art (Gold, Platin usw.), nach Staaten getrennt in chronologischer Reihenfolge, geordnet sowie nach den Tonträgern selbst, ebenfalls in chronologischer Reihenfolge, getrennt nach Medium (Alben, Singles usw.), wieder.

## Auszeichnungen
| - Frankreich - 1998: für die Single I Don’t Want to Miss a Thing - Vereinigtes Königreich - 2013: für das Album Just Push Play - 2021: für die Single Crazy - 2021: für die Single Sweet Emotion - 2022: für die Single Cryin’ - 2023: für das Album Greatest Hits 1973–1988 - Argentinien - 1998: für das Album A Little South of Sanity - 2001: für das Album Just Push Play - Australien - 1993: für das Album Get a Grip - 1994: für das Album Big Ones - Brasilien - 1995: für das Album Get a Grip (BMG Brasil) - 1996: für das Album Get a Grip (Universal Music) - 1996: für das Album Big Ones - 2001: für das Album Just Push Play - 2023: für die Single Crazy - Dänemark - 2023: für die Single Dream On - Deutschland - 1994: für die Single Cryin’ - 1994: für das Album Pump - 1994: für das Album Big Ones - 1997: für das Album Nine Lives - 2023: für die Single Dream On - 2023: für die Single Walk This Way - Finnland - 1993: für das Album Get a Grip - 1997: für das Album Nine Lives - Frankreich - 1994: für das Album Get a Grip - Griechenland - 2022: für die Single Dream On - Hongkong - 1993: für das Album Get a Grip - Indonesien - 1993: für das Album Get a Grip - Israel - 1994: für das Album Get a Grip - Italien - 2023: für die Single Crazy - Japan - 1995: für das Album Permanent Vacation - 1998: für das Album Aerosmith’s Greatest Hits - 2004: für das Album Honkin’ on Bobo - 2009: für das Album Devil’s Got a New Disguise – The Very Best of Aerosmith - 2015: für die Single I Don’t Want to Miss a Thing (Digital) - Kanada - 1977: für das Album Draw the Line - 1978: für das Album Live! Bootleg - 1979: für das Album Night in the Ruts - 1986: für die Single Walk This Way (mit Run-D.M.C.) - 2012: für das Album Music from Another Dimension! - Mexiko - 1999: für das Album Get a Grip - 1999: für das Album Big Ones - 2013: für die Single I Don’t Want to Miss a Thing - Neuseeland - 1993: für das Album Get a Grip - 2002: für das Album Young Lust: The Aerosmith Anthology / Gold(mit Run-D.M.C.) - 2021: für die Single Dude (Looks Like a Lady) - 2023: für die Single Janie’s Got a Gun - 2024: für die Single Cryin’ - 2025: für das Album Aerosmith’s Greatest Hits - Niederlande - 1995: für das Album Big Ones - 1998: für die Single I Don’t Want to Miss a Thing - Norwegen - 1994: für die Single Cryin’ - Österreich - 1994: für das Album Big Ones - 1997: für das Album Nine Lives - 1998: für die Single I Don’t Want to Miss a Thing - Philippinen - 1993: für das Album Get a Grip - Polen - 1995: für das Album Get a Grip - 1997: für das Album Nine Lives - Portugal - 1993: für das Album Get a Grip - Schweiz - 2001: für das Album Just Push Play - Spanien - 1995: für das Album Big Ones - 1997: für das Album Nine Lives - 2024: für die Single Walk This Way (mit Run-D.M.C.) - 2025: für die Single Cryin’ - Taiwan - 1993: für das Album Get a Grip - Thailand - 1994: für das Album Get a Grip - Uruguay - 1999: für das Album Nine Lives - Vereinigte Staaten - 1989: für das Videoalbum Aerosmith Video Scrapbook - 1989: für das Videoalbum Permanent Vacation 3x5 - 1989: für das Videoalbum Live Texxas Jam ’78 - 1989: für die Single Love in an Elevator - 1989: für das Album Rock in a Hard Place - 1993: für das Album Done with Mirrors - 1993: für die Single Cryin’ - 1994: für das Album Classics Live! Vol.2 - 1995: für das Videoalbum Big Ones You Can Look At - 1995: für das Album Box of Fire - 1996: für das Album Gems - 1997: für die Single Falling in Love (Is Hard on the Knees) - 2004: für das Album Young Lust: The Aerosmith Anthology / Gold - 2004: für das Album Honkin’ on Bobo - 2021: für die Single Jaded - 2021: für die Single Pink - Vereinigtes Königreich - 1989: für das Album Pump - 1990: für das Album Permanent Vacation - 2002: für das Album O, Yeah! Ultimate Aerosmith Hits - 2013: für das Album Nine Lives - 2013: für das Videoalbum You Gotta Move - 2013: für das Videoalbum Big Ones You Can Look At - 2019: für das Album A Little South of Sanity - 2019: für das Album The Essential - 2023: für die Single Dude (Looks Like a Lady) - 2024: für die Single Walk This Way | - Argentinien - 1997: für das Album Nine Lives - Australien - 1990: für die Single Janie’s Got a Gun - 2009: für das Videoalbum You Gotta Move - Belgien - 1993: für das Album Get a Grip - 1998: für die Single I Don’t Want to Miss a Thing - Brasilien - 2007: für das Album Nine Lives - Chile - 1993: für das Album Get a Grip - Dänemark - 2023: für die Single Walk This Way - Deutschland - 1994: für das Album Get a Grip - 1998: für die Single I Don’t Want to Miss a Thing - Europa - 1996: für das Album Big Ones - 1999: für das Album Nine Lives - Finnland - 1998: für das Album Big Ones - Irland - 2006: für das Album Devil’s Got a New Disguise – The Very Best of Aerosmith - Italien - 2016: für die Single I Don’t Want to Miss a Thing - 2019: für die Single Dream On - 2021: für die Single Walk This Way (mit Run-D.M.C.) - Japan - 1995: für das Album Big Ones - 1998: für das Album A Little South of Sanity - 1998: für die EP I Don’t Want to Miss a Thing - 2002: für das Album O, Yeah! Ultimate Aerosmith Hits - Kanada - 1976: für das Album Rocks - 1977: für das Album Toys in the Attic - 1979: für das Album Aerosmith - 1979: für das Album Get Your Wings - 1994: für das Videoalbum Big Ones You Can Look At - 1997: für das Album Aerosmith’s Greatest Hits - 1998: für das Album A Little South of Sanity - Neuseeland - 1990: für das Album Pump - 2006: für das Album Devil’s Got a New Disguise – The Very Best of Aerosmith - 2022: für die Single Sweet Emotion - 2022: für die Single Walk This Way - 2022: für die Single Walk This Way (mit Run-D.M.C.) - Niederlande - 1994: für das Album Get a Grip - Norwegen - 1993: für das Album Get a Grip - 1995: für das Album Big Ones - 1998: für die Single I Don’t Want to Miss a Thing - Österreich - 1994: für das Album Get a Grip - Portugal - 2022: für die Single I Don’t Want to Miss a Thing - Schweden - 1995: für das Album Big Ones - Schweiz - 1993: für das Album Get a Grip - 1997: für das Album Nine Lives - 1999: für die Single I Don’t Want to Miss a Thing - Spanien - 1994: für das Album Get a Grip - 2024: für die Single Dream On - 2024: für die Single Crazy - Vereinigte Staaten - 1978: für das Album Live! Bootleg - 1990: für das Videoalbum Things That Go Pump in the Night - 1994: für das Album Night in the Ruts - 1996: für das Album Pandora’s Box - 1998: für das Album A Little South of Sanity - 2001: für das Album Classics Live! - 2001: für das Album Just Push Play - 2013: für die Single I Don’t Want to Miss a Thing (Physisch) - Vereinigtes Königreich - 1994: für das Album Get a Grip - 1994: für das Album Big Ones - 2013: für das Album Young Lust: The Aerosmith Anthology / Gold - 2013: für das Album Devil’s Got a New Disguise – The Very Best of Aerosmith - 2022: für die Single Walk This Way (mit Run-D.M.C.) - 2023: für die Single Dream On | - Australien - 1990: für das Album Pump - 1998: für die Single I Don’t Want to Miss a Thing - Dänemark - 2023: für die Single I Don’t Want to Miss a Thing - Japan - 2001: für das Album Just Push Play - Neuseeland - 1995: für das Album Big Ones - 2023: für die Single Dream On - Schweden - 1998: für die Single I Don’t Want to Miss a Thing - Spanien - 2024: für die Single I Don’t Want to Miss a Thing - Vereinigte Staaten - 1986: für das Album Aerosmith - 1996: für das Album Draw the Line - 1998: für das Album Nine Lives - 2021: für die Single Walk This Way - Argentinien - 1994: für das Album Get a Grip - 1995: für das Album Big Ones - Dänemark - 2021: für das Album Get a Grip - Japan - 1993: für das Album Get a Grip - 1998: für das Album Nine Lives - Kanada - 1998: für das Album Nine Lives - Neuseeland - 2023: für die Single I Don’t Want to Miss a Thing - Schweden - 1993: für das Album Get a Grip - Vereinigte Staaten - 2001: für das Album Get Your Wings - 2021: für die Single Sweet Emotion - 2021: für das Album O, Yeah! Ultimate Aerosmith Hits - Vereinigte Staaten - 1997: für das Album Big Ones - 2001: für das Album Rocks - 2005: für das Videoalbum You Gotta Move - 2021: für die Single Dream On - Vereinigtes Königreich - 2025: für die Single I Don’t Want to Miss a Thing - Kanada - 1994: für das Album Permanent Vacation - Vereinigte Staaten - 1995: für das Album Permanent Vacation - 2021: für die Single I Don’t Want to Miss a Thing (Digital) - Argentinien - 1994: für das Videoalbum Big Ones You Can Look At - Kanada - 1994: für das Album Pump - Vereinigte Staaten - 1995: für das Album Pump - 1995: für das Album Get a Grip - Kanada - 2001: für das Album Big Ones - Vereinigte Staaten - 2021: für das Album Toys in the Attic - Vereinigte Staaten - 2021: für das Album Aerosmith’s Greatest Hits - Kanada - 1995: für das Album Get a Grip |

## Auszeichnungen nach Alben

### Aerosmith
| Land/Region               | Auszeichnungen für Musikverkäufe (Land/Region, Auszeichnung, Verkäufe) | Verkäufe  |
| ------------------------- | ---------------------------------------------------------------------- | --------- |
| Kanada (MC)               | Platin                                                                 | 100.000   |
| Vereinigte Staaten (RIAA) | 2× Platin                                                              | 2.000.000 |
| Insgesamt                 | 3× Platin ·                                                            | 2.100.000 |

### Get Your Wings
| Land/Region               | Auszeichnungen für Musikverkäufe (Land/Region, Auszeichnung, Verkäufe) | Verkäufe  |
| ------------------------- | ---------------------------------------------------------------------- | --------- |
| Kanada (MC)               | Platin                                                                 | 100.000   |
| Vereinigte Staaten (RIAA) | 3× Platin                                                              | 3.000.000 |
| Insgesamt                 | 4× Platin ·                                                            | 3.100.000 |

### Toys in the Attic
| Land/Region               | Auszeichnungen für Musikverkäufe (Land/Region, Auszeichnung, Verkäufe) | Verkäufe  |
| ------------------------- | ---------------------------------------------------------------------- | --------- |
| Kanada (MC)               | Platin                                                                 | 100.000   |
| Vereinigte Staaten (RIAA) | 9× Platin                                                              | 9.000.000 |
| Insgesamt                 | 9× Platin ·                                                            | 9.100.000 |

### Rocks
| Land/Region               | Auszeichnungen für Musikverkäufe (Land/Region, Auszeichnung, Verkäufe) | Verkäufe  |
| ------------------------- | ---------------------------------------------------------------------- | --------- |
| Kanada (MC)               | Platin                                                                 | 100.000   |
| Vereinigte Staaten (RIAA) | 4× Platin                                                              | 4.000.000 |
| Insgesamt                 | 5× Platin ·                                                            | 4.100.000 |

### Draw the Line
| Land/Region               | Auszeichnungen für Musikverkäufe (Land/Region, Auszeichnung, Verkäufe) | Verkäufe  |
| ------------------------- | ---------------------------------------------------------------------- | --------- |
| Kanada (MC)               | Gold                                                                   | 50.000    |
| Vereinigte Staaten (RIAA) | 2× Platin                                                              | 2.000.000 |
| Insgesamt                 | 1× Gold · 2× Platin ·                                                  | 2.050.000 |

### Live! Bootleg
| Land/Region               | Auszeichnungen für Musikverkäufe (Land/Region, Auszeichnung, Verkäufe) | Verkäufe  |
| ------------------------- | ---------------------------------------------------------------------- | --------- |
| Kanada (MC)               | Gold                                                                   | 50.000    |
| Vereinigte Staaten (RIAA) | Platin                                                                 | 1.000.000 |
| Insgesamt                 | 1× Gold · 1× Platin ·                                                  | 1.050.000 |

### Night in the Ruts
| Land/Region               | Auszeichnungen für Musikverkäufe (Land/Region, Auszeichnung, Verkäufe) | Verkäufe  |
| ------------------------- | ---------------------------------------------------------------------- | --------- |
| Kanada (MC)               | Gold                                                                   | 50.000    |
| Vereinigte Staaten (RIAA) | Platin                                                                 | 1.000.000 |
| Insgesamt                 | 1× Gold · 1× Platin ·                                                  | 1.050.000 |

### Aerosmith’s Greatest Hits
| Land/Region               | Auszeichnungen für Musikverkäufe (Land/Region, Auszeichnung, Verkäufe) | Verkäufe   |
| ------------------------- | ---------------------------------------------------------------------- | ---------- |
| Japan (RIAJ)              | Gold                                                                   | 100.000    |
| Kanada (MC)               | Platin                                                                 | 100.000    |
| Neuseeland (RMNZ)         | Gold                                                                   | 7.500      |
| Vereinigte Staaten (RIAA) | 12× Platin                                                             | 12.000.000 |
| Insgesamt                 | 2× Gold · 2× Platin · 1× Diamant ·                                     | 12.207.500 |

### Rock in a Hard Place
| Land/Region               | Auszeichnungen für Musikverkäufe (Land/Region, Auszeichnung, Verkäufe) | Verkäufe |
| ------------------------- | ---------------------------------------------------------------------- | -------- |
| Vereinigte Staaten (RIAA) | Gold                                                                   | 500.000  |
| Insgesamt                 | 1× Gold ·                                                              | 500.000  |

### Classics Live!
| Land/Region               | Auszeichnungen für Musikverkäufe (Land/Region, Auszeichnung, Verkäufe) | Verkäufe  |
| ------------------------- | ---------------------------------------------------------------------- | --------- |
| Vereinigte Staaten (RIAA) | Platin                                                                 | 1.000.000 |
| Insgesamt                 | 1× Platin ·                                                            | 1.000.000 |

### Done with Mirrors
| Land/Region               | Auszeichnungen für Musikverkäufe (Land/Region, Auszeichnung, Verkäufe) | Verkäufe |
| ------------------------- | ---------------------------------------------------------------------- | -------- |
| Vereinigte Staaten (RIAA) | Gold                                                                   | 500.000  |
| Insgesamt                 | 1× Gold ·                                                              | 500.000  |

### Classics Live! Vol.2
| Land/Region               | Auszeichnungen für Musikverkäufe (Land/Region, Auszeichnung, Verkäufe) | Verkäufe |
| ------------------------- | ---------------------------------------------------------------------- | -------- |
| Vereinigte Staaten (RIAA) | Gold                                                                   | 500.000  |
| Insgesamt                 | 1× Gold ·                                                              | 500.000  |

### Gems
| Land/Region               | Auszeichnungen für Musikverkäufe (Land/Region, Auszeichnung, Verkäufe) | Verkäufe |
| ------------------------- | ---------------------------------------------------------------------- | -------- |
| Vereinigte Staaten (RIAA) | Gold                                                                   | 500.000  |
| Insgesamt                 | 1× Gold ·                                                              | 500.000  |

### Permanent Vacation
| Land/Region                  | Auszeichnungen für Musikverkäufe (Land/Region, Auszeichnung, Verkäufe) | Verkäufe  |
| ---------------------------- | ---------------------------------------------------------------------- | --------- |
| Japan (RIAJ)                 | Gold                                                                   | 100.000   |
| Kanada (MC)                  | 5× Platin                                                              | 500.000   |
| Vereinigte Staaten (RIAA)    | 5× Platin                                                              | 5.000.000 |
| Vereinigtes Königreich (BPI) | Gold                                                                   | 100.000   |
| Insgesamt                    | 2× Gold · 10× Platin ·                                                 | 5.700.000 |

### Pump
| Land/Region                  | Auszeichnungen für Musikverkäufe (Land/Region, Auszeichnung, Verkäufe) | Verkäufe  |
| ---------------------------- | ---------------------------------------------------------------------- | --------- |
| Australien (ARIA)            | 2× Platin                                                              | 140.000   |
| Deutschland (BVMI)           | Gold                                                                   | 250.000   |
| Kanada (MC)                  | 7× Platin                                                              | 700.000   |
| Neuseeland (RMNZ)            | Platin                                                                 | 20.000    |
| Vereinigte Staaten (RIAA)    | 7× Platin                                                              | 7.000.000 |
| Vereinigtes Königreich (BPI) | Gold                                                                   | 100.000   |
| Insgesamt                    | 2× Gold · 17× Platin ·                                                 | 8.210.000 |

### Pandora’s Box
| Land/Region               | Auszeichnungen für Musikverkäufe (Land/Region, Auszeichnung, Verkäufe) | Verkäufe  |
| ------------------------- | ---------------------------------------------------------------------- | --------- |
| Vereinigte Staaten (RIAA) | Platin                                                                 | 1.000.000 |
| Insgesamt                 | 1× Platin ·                                                            | 1.000.000 |

### Get a Grip
| Land/Region                  | Auszeichnungen für Musikverkäufe (Land/Region, Auszeichnung, Verkäufe) | Verkäufe   |
| ---------------------------- | ---------------------------------------------------------------------- | ---------- |
| Argentinien (CAPIF)          | 3× Platin                                                              | 180.000    |
| Australien (ARIA)            | Gold                                                                   | 35.000     |
| Belgien (BRMA)               | Platin                                                                 | 50.000     |
| Brasilien (PMB)              | Gold (BMG Brasil) · + Gold (Universal)                                 | 200.000    |
| Chile (IFPI)                 | Platin                                                                 | 25.000     |
| Dänemark (IFPI)              | 3× Platin                                                              | 60.000     |
| Deutschland (BVMI)           | Platin                                                                 | 500.000    |
| Finnland (IFPI)              | Gold                                                                   | 33.759     |
| Frankreich (SNEP)            | Gold                                                                   | 100.000    |
| Hongkong (IFPI/HKRIA)        | Gold                                                                   | 10.000     |
| Indonesien (ASIRI)           | Gold                                                                   | 25.000     |
| Israel (IFPI)                | Gold                                                                   | 20.000     |
| Japan (RIAJ)                 | 3× Platin                                                              | 600.000    |
| Kanada (MC)                  | Diamant                                                                | 1.000.000  |
| Mexiko (AMPROFON)            | Gold                                                                   | 100.000    |
| Neuseeland (RMNZ)            | Gold                                                                   | 7.500      |
| Niederlande (NVPI)           | Platin                                                                 | 100.000    |
| Norwegen (IFPI)              | Platin                                                                 | 50.000     |
| Österreich (IFPI)            | Platin                                                                 | 50.000     |
| Philippinen (PARI)           | Platin                                                                 | 40.000     |
| Polen (ZPAV)                 | Gold                                                                   | 50.000     |
| Portugal (AFP)               | Platin                                                                 | 40.000     |
| Schweden (IFPI)              | 3× Platin                                                              | 300.000    |
| Schweiz (IFPI)               | Platin                                                                 | 50.000     |
| Spanien (Promusicae)         | Platin                                                                 | 100.000    |
| Taiwan (RIT)                 | Gold                                                                   | 25.000     |
| Thailand (TECA)              | Gold                                                                   | 25.000     |
| Vereinigte Staaten (RIAA)    | 7× Platin                                                              | 7.000.000  |
| Vereinigtes Königreich (BPI) | Platin                                                                 | 300.000    |
| Insgesamt                    | 13× Gold · 30× Platin · 1× Diamant ·                                   | 11.076.259 |

### Big Ones
| Land/Region                  | Auszeichnungen für Musikverkäufe (Land/Region, Auszeichnung, Verkäufe) | Verkäufe  |
| ---------------------------- | ---------------------------------------------------------------------- | --------- |
| Argentinien (CAPIF)          | 3× Platin                                                              | 180.000   |
| Australien (ARIA)            | Gold                                                                   | 35.000    |
| Brasilien (PMB)              | Gold                                                                   | 100.000   |
| Deutschland (BVMI)           | Gold                                                                   | (250.000) |
| Europa (IFPI)                | Platin                                                                 | 1.000.000 |
| Finnland (IFPI)              | Platin                                                                 | (40.060)  |
| Japan (RIAJ)                 | Platin                                                                 | 200.000   |
| Kanada (MC)                  | 8× Platin                                                              | 800.000   |
| Mexiko (AMPROFON)            | Gold                                                                   | 100.000   |
| Neuseeland (RMNZ)            | 2× Platin                                                              | 30.000    |
| Niederlande (NVPI)           | Gold                                                                   | (50.000)  |
| Norwegen (IFPI)              | Platin                                                                 | (50.000)  |
| Österreich (IFPI)            | Gold                                                                   | (25.000)  |
| Schweden (IFPI)              | Platin                                                                 | (100.000) |
| Spanien (Promusicae)         | Gold                                                                   | (50.000)  |
| Vereinigte Staaten (RIAA)    | 4× Platin                                                              | 4.000.000 |
| Vereinigtes Königreich (BPI) | Platin                                                                 | (300.000) |
| Insgesamt                    | 7× Gold · 23× Platin ·                                                 | 6.445.000 |

### Box of Fire
| Land/Region               | Auszeichnungen für Musikverkäufe (Land/Region, Auszeichnung, Verkäufe) | Verkäufe |
| ------------------------- | ---------------------------------------------------------------------- | -------- |
| Vereinigte Staaten (RIAA) | Gold                                                                   | 500.000  |
| Insgesamt                 | 1× Gold ·                                                              | 500.000  |

### Nine Lives
| Land/Region                  | Auszeichnungen für Musikverkäufe (Land/Region, Auszeichnung, Verkäufe) | Verkäufe  |
| ---------------------------- | ---------------------------------------------------------------------- | --------- |
| Argentinien (CAPIF)          | Platin                                                                 | 60.000    |
| Brasilien (PMB)              | Platin                                                                 | 250.000   |
| Deutschland (BVMI)           | Gold                                                                   | (250.000) |
| Europa (IFPI)                | Platin                                                                 | 1.000.000 |
| Finnland (IFPI)              | Gold                                                                   | (27.903)  |
| Japan (RIAJ)                 | 3× Platin                                                              | 600.000   |
| Kanada (MC)                  | 3× Platin                                                              | 300.000   |
| Österreich (IFPI)            | Gold                                                                   | (25.000)  |
| Polen (ZPAV)                 | Gold                                                                   | (50.000)  |
| Schweiz (IFPI)               | Platin                                                                 | (50.000)  |
| Spanien (Promusicae)         | Gold                                                                   | (50.000)  |
| Uruguay (CUD)                | Gold                                                                   | 3.000     |
| Vereinigte Staaten (RIAA)    | 2× Platin                                                              | 2.000.000 |
| Vereinigtes Königreich (BPI) | Gold                                                                   | (100.000) |
| Insgesamt                    | 7× Gold · 12× Platin ·                                                 | 4.210.000 |

### I Don’t Want to Miss a Thing (EP)
| Land/Region  | Auszeichnungen für Musikverkäufe (Land/Region, Auszeichnung, Verkäufe) | Verkäufe |
| ------------ | ---------------------------------------------------------------------- | -------- |
| Japan (RIAJ) | Platin                                                                 | 200.000  |
| Insgesamt    | 1× Platin ·                                                            | 200.000  |

### A Little South of Sanity
| Land/Region                  | Auszeichnungen für Musikverkäufe (Land/Region, Auszeichnung, Verkäufe) | Verkäufe  |
| ---------------------------- | ---------------------------------------------------------------------- | --------- |
| Argentinien (CAPIF)          | Gold                                                                   | 30.000    |
| Japan (RIAJ)                 | Platin                                                                 | 200.000   |
| Kanada (MC)                  | Platin                                                                 | 100.000   |
| Vereinigte Staaten (RIAA)    | Platin                                                                 | 1.000.000 |
| Vereinigtes Königreich (BPI) | Gold                                                                   | 100.000   |
| Insgesamt                    | 2× Gold · 3× Platin ·                                                  | 1.430.000 |

### Just Push Play
| Land/Region                  | Auszeichnungen für Musikverkäufe (Land/Region, Auszeichnung, Verkäufe) | Verkäufe  |
| ---------------------------- | ---------------------------------------------------------------------- | --------- |
| Argentinien (CAPIF)          | Gold                                                                   | 20.000    |
| Brasilien (PMB)              | Gold                                                                   | 50.000    |
| Japan (RIAJ)                 | 2× Platin                                                              | 400.000   |
| Schweiz (IFPI)               | Gold                                                                   | 20.000    |
| Vereinigte Staaten (RIAA)    | Platin                                                                 | 1.000.000 |
| Vereinigtes Königreich (BPI) | Silber                                                                 | 60.000    |
| Insgesamt                    | 1× Silber · 3× Gold · 3× Platin ·                                      | 1.550.000 |

### Young Lust: The Aerosmith Anthology / Gold
| Land/Region                  | Auszeichnungen für Musikverkäufe (Land/Region, Auszeichnung, Verkäufe) | Verkäufe |
| ---------------------------- | ---------------------------------------------------------------------- | -------- |
| Neuseeland (RMNZ)            | Gold                                                                   | 7.500    |
| Vereinigte Staaten (RIAA)    | Gold                                                                   | 500.000  |
| Vereinigtes Königreich (BPI) | Platin                                                                 | 300.000  |
| Insgesamt                    | 2× Gold · 1× Platin ·                                                  | 807.500  |

### O, Yeah! Ultimate Aerosmith Hits
| Land/Region                  | Auszeichnungen für Musikverkäufe (Land/Region, Auszeichnung, Verkäufe) | Verkäufe  |
| ---------------------------- | ---------------------------------------------------------------------- | --------- |
| Japan (RIAJ)                 | Platin                                                                 | 200.000   |
| Vereinigte Staaten (RIAA)    | 3× Platin                                                              | 3.000.000 |
| Vereinigtes Königreich (BPI) | Gold                                                                   | 100.000   |
| Insgesamt                    | 1× Gold · 4× Platin ·                                                  | 3.300.000 |

### Honkin’ on Bobo
| Land/Region               | Auszeichnungen für Musikverkäufe (Land/Region, Auszeichnung, Verkäufe) | Verkäufe |
| ------------------------- | ---------------------------------------------------------------------- | -------- |
| Japan (RIAJ)              | Gold                                                                   | 100.000  |
| Vereinigte Staaten (RIAA) | Gold                                                                   | 500.000  |
| Insgesamt                 | 2× Gold ·                                                              | 600.000  |

### Greatest Hits 1973–1988
}
| Land/Region                  | Auszeichnungen für Musikverkäufe (Land/Region, Auszeichnung, Verkäufe) | Verkäufe |
| ---------------------------- | ---------------------------------------------------------------------- | -------- |
| Vereinigtes Königreich (BPI) | Silber                                                                 | 60.000   |
| Insgesamt                    | 1× Silber ·                                                            | 60.000   |

### Devil’s Got a New Disguise – The Very Best of Aerosmith
| Land/Region                  | Auszeichnungen für Musikverkäufe (Land/Region, Auszeichnung, Verkäufe) | Verkäufe |
| ---------------------------- | ---------------------------------------------------------------------- | -------- |
| Irland (IRMA)                | Platin                                                                 | 15.000   |
| Japan (RIAJ)                 | Gold                                                                   | 100.000  |
| Neuseeland (RMNZ)            | Platin                                                                 | 15.000   |
| Vereinigtes Königreich (BPI) | Platin                                                                 | 300.000  |
| Insgesamt                    | 1× Gold · 3× Platin ·                                                  | 430.000  |

### The Essential
| Land/Region                  | Auszeichnungen für Musikverkäufe (Land/Region, Auszeichnung, Verkäufe) | Verkäufe |
| ---------------------------- | ---------------------------------------------------------------------- | -------- |
| Vereinigtes Königreich (BPI) | Gold                                                                   | 100.000  |
| Insgesamt                    | 1× Gold ·                                                              | 100.000  |

### Music from Another Dimension!
| Land/Region | Auszeichnungen für Musikverkäufe (Land/Region, Auszeichnung, Verkäufe) | Verkäufe |
| ----------- | ---------------------------------------------------------------------- | -------- |
| Kanada (MC) | Gold                                                                   | 40.000   |
| Insgesamt   | 1× Gold ·                                                              | 40.000   |

## Auszeichnungen nach Singles

### Dream On
| Land/Region                  | Auszeichnungen für Musikverkäufe (Land/Region, Auszeichnung, Verkäufe) | Verkäufe  |
| ---------------------------- | ---------------------------------------------------------------------- | --------- |
| Dänemark (IFPI)              | Gold                                                                   | 45.000    |
| Deutschland (BVMI)           | Gold                                                                   | 250.000   |
| Griechenland (IFPI)          | Gold                                                                   | 10.000    |
| Italien (FIMI)               | Platin                                                                 | 50.000    |
| Neuseeland (RMNZ)            | 2× Platin                                                              | 60.000    |
| Spanien (Promusicae)         | Platin                                                                 | 60.000    |
| Vereinigte Staaten (RIAA)    | 4× Platin                                                              | 4.000.000 |
| Vereinigtes Königreich (BPI) | Platin                                                                 | 600.000   |
| Insgesamt                    | 3× Gold · 9× Platin ·                                                  | 5.065.000 |

### Sweet Emotion
| Land/Region                  | Auszeichnungen für Musikverkäufe (Land/Region, Auszeichnung, Verkäufe) | Verkäufe  |
| ---------------------------- | ---------------------------------------------------------------------- | --------- |
| Neuseeland (RMNZ)            | Platin                                                                 | 30.000    |
| Vereinigte Staaten (RIAA)    | 3× Platin                                                              | 3.000.000 |
| Vereinigtes Königreich (BPI) | Silber                                                                 | 200.000   |
| Insgesamt                    | 1× Silber · 4× Platin ·                                                | 3.230.000 |

### Walk This Way
| Land/Region                  | Auszeichnungen für Musikverkäufe (Land/Region, Auszeichnung, Verkäufe) | Verkäufe  |
| ---------------------------- | ---------------------------------------------------------------------- | --------- |
| Dänemark (IFPI)              | Platin                                                                 | 90.000    |
| Deutschland (BVMI)           | Gold                                                                   | 250.000   |
| Neuseeland (RMNZ)            | Platin                                                                 | 30.000    |
| Vereinigte Staaten (RIAA)    | 2× Platin                                                              | 2.000.000 |
| Vereinigtes Königreich (BPI) | Gold                                                                   | 400.000   |
| Insgesamt                    | 2× Gold · 4× Platin ·                                                  | 2.770.000 |

### Walk This Way (mit Run-D.M.C.)
| Land/Region                  | Auszeichnungen für Musikverkäufe (Land/Region, Auszeichnung, Verkäufe) | Verkäufe |
| ---------------------------- | ---------------------------------------------------------------------- | -------- |
| Italien (FIMI)               | Platin                                                                 | 70.000   |
| Kanada (MC)                  | Gold                                                                   | 50.000   |
| Neuseeland (RMNZ)            | Platin                                                                 | 30.000   |
| Spanien (Promusicae)         | Gold                                                                   | 30.000   |
| Vereinigtes Königreich (BPI) | Platin                                                                 | 600.000  |
| Insgesamt                    | 2× Gold · 3× Platin ·                                                  | 780.000  |

### Dude (Looks Like a Lady)
| Land/Region                  | Auszeichnungen für Musikverkäufe (Land/Region, Auszeichnung, Verkäufe) | Verkäufe |
| ---------------------------- | ---------------------------------------------------------------------- | -------- |
| Neuseeland (RMNZ)            | Gold                                                                   | 15.000   |
| Vereinigtes Königreich (BPI) | Gold                                                                   | 400.000  |
| Insgesamt                    | 2× Gold ·                                                              | 415.000  |

### Love in an Elevator
| Land/Region               | Auszeichnungen für Musikverkäufe (Land/Region, Auszeichnung, Verkäufe) | Verkäufe |
| ------------------------- | ---------------------------------------------------------------------- | -------- |
| Vereinigte Staaten (RIAA) | Gold                                                                   | 500.000  |
| Insgesamt                 | 1× Gold ·                                                              | 500.000  |

### Janie’s Got a Gun
| Land/Region       | Auszeichnungen für Musikverkäufe (Land/Region, Auszeichnung, Verkäufe) | Verkäufe |
| ----------------- | ---------------------------------------------------------------------- | -------- |
| Australien (ARIA) | Platin                                                                 | 70.000   |
| Neuseeland (RMNZ) | Gold                                                                   | 15.000   |
| Insgesamt         | 1× Gold · 1× Platin ·                                                  | 85.000   |

### Cryin’
| Land/Region                  | Auszeichnungen für Musikverkäufe (Land/Region, Auszeichnung, Verkäufe) | Verkäufe  |
| ---------------------------- | ---------------------------------------------------------------------- | --------- |
| Deutschland (BVMI)           | Gold                                                                   | 250.000   |
| Neuseeland (RMNZ)            | Gold                                                                   | 15.000    |
| Norwegen (IFPI)              | Gold                                                                   | 10.000    |
| Spanien (Promusicae)         | Gold                                                                   | 30.000    |
| Vereinigte Staaten (RIAA)    | Gold                                                                   | 500.000   |
| Vereinigtes Königreich (BPI) | Silber                                                                 | 200.000   |
| Insgesamt                    | 1× Silber · 5× Gold ·                                                  | 1.005.000 |

### Crazy
| Land/Region                  | Auszeichnungen für Musikverkäufe (Land/Region, Auszeichnung, Verkäufe) | Verkäufe |
| ---------------------------- | ---------------------------------------------------------------------- | -------- |
| Brasilien (PMB)              | Gold                                                                   | 30.000   |
| Italien (FIMI)               | Gold                                                                   | 50.000   |
| Spanien (Promusicae)         | Platin                                                                 | 60.000   |
| Vereinigtes Königreich (BPI) | Silber                                                                 | 200.000  |
| Insgesamt                    | 1× Silber · 2× Gold · 1× Platin ·                                      | 340.000  |

### Falling in Love (Is Hard on the Knees)
| Land/Region               | Auszeichnungen für Musikverkäufe (Land/Region, Auszeichnung, Verkäufe) | Verkäufe |
| ------------------------- | ---------------------------------------------------------------------- | -------- |
| Vereinigte Staaten (RIAA) | Gold                                                                   | 500.000  |
| Insgesamt                 | 1× Gold ·                                                              | 500.000  |

### Pink
| Land/Region               | Auszeichnungen für Musikverkäufe (Land/Region, Auszeichnung, Verkäufe) | Verkäufe |
| ------------------------- | ---------------------------------------------------------------------- | -------- |
| Vereinigte Staaten (RIAA) | Gold                                                                   | 500.000  |
| Insgesamt                 | 1× Gold ·                                                              | 500.000  |

### I Don’t Want to Miss a Thing
| Land/Region                  | Auszeichnungen für Musikverkäufe (Land/Region, Auszeichnung, Verkäufe) | Verkäufe   |
| ---------------------------- | ---------------------------------------------------------------------- | ---------- |
| Australien (ARIA)            | 2× Platin                                                              | 140.000    |
| Belgien (BRMA)               | Platin                                                                 | 50.000     |
| Dänemark (IFPI)              | 2× Platin                                                              | 180.000    |
| Deutschland (BVMI)           | Platin                                                                 | 500.000    |
| Frankreich (SNEP)            | Silber                                                                 | 125.000    |
| Italien (FIMI)               | Platin                                                                 | 50.000     |
| Japan (RIAJ)                 | Gold                                                                   | 100.000    |
| Mexiko (AMPROFON)            | Gold                                                                   | 30.000     |
| Neuseeland (RMNZ)            | 3× Platin                                                              | 90.000     |
| Niederlande (NVPI)           | Gold                                                                   | 50.000     |
| Norwegen (IFPI)              | Platin                                                                 | 20.000     |
| Österreich (IFPI)            | Gold                                                                   | 25.000     |
| Portugal (AFP)               | Platin                                                                 | 10.000     |
| Schweden (IFPI)              | 2× Platin                                                              | 60.000     |
| Schweiz (IFPI)               | Platin                                                                 | 50.000     |
| Spanien (Promusicae)         | 2× Platin                                                              | 120.000    |
| Vereinigte Staaten (RIAA)    | 5× Platin (Digital) · + Platin (Physisch)                              | 6.000.000  |
| Vereinigtes Königreich (BPI) | 4× Platin                                                              | 2.400.000  |
| Insgesamt                    | 1× Silber · 4× Gold · 27× Platin ·                                     | 10.000.000 |

### Jaded
| Land/Region               | Auszeichnungen für Musikverkäufe (Land/Region, Auszeichnung, Verkäufe) | Verkäufe |
| ------------------------- | ---------------------------------------------------------------------- | -------- |
| Vereinigte Staaten (RIAA) | Gold                                                                   | 500.000  |
| Insgesamt                 | 1× Gold ·                                                              | 500.000  |

## Auszeichnungen nach Videoalben

### Aerosmith Video Scrapbook
| Land/Region               | Auszeichnungen für Musikverkäufe (Land/Region, Auszeichnung, Verkäufe) | Verkäufe |
| ------------------------- | ---------------------------------------------------------------------- | -------- |
| Vereinigte Staaten (RIAA) | Gold                                                                   | 50.000   |
| Insgesamt                 | 1× Gold ·                                                              | 50.000   |

### Permanent Vacation 3x5
| Land/Region               | Auszeichnungen für Musikverkäufe (Land/Region, Auszeichnung, Verkäufe) | Verkäufe |
| ------------------------- | ---------------------------------------------------------------------- | -------- |
| Vereinigte Staaten (RIAA) | Gold                                                                   | 50.000   |
| Insgesamt                 | 1× Gold ·                                                              | 50.000   |

### Live Texxas Jam ’78
| Land/Region               | Auszeichnungen für Musikverkäufe (Land/Region, Auszeichnung, Verkäufe) | Verkäufe |
| ------------------------- | ---------------------------------------------------------------------- | -------- |
| Vereinigte Staaten (RIAA) | Gold                                                                   | 50.000   |
| Insgesamt                 | 1× Gold ·                                                              | 50.000   |

### Things That Go Pump in the Night
| Land/Region               | Auszeichnungen für Musikverkäufe (Land/Region, Auszeichnung, Verkäufe) | Verkäufe |
| ------------------------- | ---------------------------------------------------------------------- | -------- |
| Vereinigte Staaten (RIAA) | Platin                                                                 | 100.000  |
| Insgesamt                 | 1× Platin ·                                                            | 100.000  |

### Big Ones You Can Look At
| Land/Region                  | Auszeichnungen für Musikverkäufe (Land/Region, Auszeichnung, Verkäufe) | Verkäufe |
| ---------------------------- | ---------------------------------------------------------------------- | -------- |
| Argentinien (CAPIF)          | 6× Platin                                                              | 48.000   |
| Kanada (MC)                  | Platin                                                                 | 10.000   |
| Vereinigte Staaten (RIAA)    | Gold                                                                   | 50.000   |
| Vereinigtes Königreich (BPI) | Gold                                                                   | 25.000   |
| Insgesamt                    | 2× Gold · 7× Platin ·                                                  | 133.000  |

### You Gotta Move
| Land/Region                  | Auszeichnungen für Musikverkäufe (Land/Region, Auszeichnung, Verkäufe) | Verkäufe |
| ---------------------------- | ---------------------------------------------------------------------- | -------- |
| Australien (ARIA)            | Platin                                                                 | 15.000   |
| Vereinigte Staaten (RIAA)    | 4× Platin                                                              | 400.000  |
| Vereinigtes Königreich (BPI) | Gold                                                                   | 25.000   |
| Insgesamt                    | 1× Gold · 5× Platin ·                                                  | 440.000  |

## Statistik und Quellen
| Land/RegionAuszeichnungen für Musikverkäufe (Land/Region, Auszeichnungen, Verkäufe, Quellen) | Silber     | Gold       | Platin         | Diamant     | Verkäufe    | Quellen                                                        |
| -------------------------------------------------------------------------------------------- | ---------- | ---------- | -------------- | ----------- | ----------- | -------------------------------------------------------------- |
| Argentinien (CAPIF)                                                                          | —          | 2× Gold2   | 13× Platin13   | —           | 518.000     | capif.org.ar AR2                                               |
| Australien (ARIA)                                                                            | —          | 2× Gold2   | 6× Platin6     | —           | 435.000     | aria.com.au                                                    |
| Belgien (BRMA)                                                                               | —          | —          | 2× Platin2     | —           | 100.000     | ultratop.be                                                    |
| Brasilien (PMB)                                                                              | —          | 5× Gold5   | Platin1        | —           | 630.000     | pro-musicabr.org.br                                            |
| Chile (IFPI)                                                                                 | —          | —          | Platin1        | —           | 25.000      | Einzelnachweise                                                |
| Dänemark (IFPI)                                                                              | —          | Gold1      | 6× Platin6     | —           | 375.000     | ifpi.dk                                                        |
| Deutschland (BVMI)                                                                           | —          | 6× Gold6   | 2× Platin2     | —           | 2.500.000   | musikindustrie.de                                              |
| Europa (IFPI)                                                                                | —          | —          | 2× Platin2     | —           | (2.000.000) | ifpi.org (Memento vom 1. Januar 2014 im Internet Archive)      |
| Finnland (IFPI)                                                                              | —          | 2× Gold2   | Platin1        | —           | 101.722     | ifpi.fi                                                        |
| Frankreich (SNEP)                                                                            | Silber1    | Gold1      | —              | —           | 225.000     | infodisc.fr snepmusique.com                                    |
| Griechenland (IFPI)                                                                          | —          | Gold1      | —              | —           | 10.000      | Einzelnachweise                                                |
| Hongkong (IFPI/HKRIA)                                                                        | —          | Gold1      | —              | —           | 10.000      | Einzelnachweise                                                |
| Indonesien (ASIRI)                                                                           | —          | Gold1      | —              | —           | 25.000      | Einzelnachweise                                                |
| Irland (IRMA)                                                                                | —          | —          | Platin1        | —           | 15.000      | irishcharts.ie                                                 |
| Israel (IFPI)                                                                                | —          | Gold1      | —              | —           | 20.000      | Einzelnachweise                                                |
| Italien (FIMI)                                                                               | —          | Gold1      | 3× Platin3     | —           | 220.000     | fimi.it                                                        |
| Japan (RIAJ)                                                                                 | —          | 5× Gold5   | 12× Platin12   | —           | 2.900.000   | riaj.or.jp JP2                                                 |
| Kanada (MC)                                                                                  | —          | 5× Gold5   | 30× Platin30   | Diamant1    | 4.150.000   | musiccanada.com                                                |
| Mexiko (AMPROFON)                                                                            | —          | 3× Gold3   | —              | —           | 230.000     | amprofon.com.mx                                                |
| Neuseeland (RMNZ)                                                                            | —          | 6× Gold6   | 12× Platin12   | —           | 372.500     | aotearoamusiccharts.co.nz NZ2 NZ3                              |
| Niederlande (NVPI)                                                                           | —          | 2× Gold2   | Platin1        | —           | 200.000     | nvpi.nl                                                        |
| Norwegen (IFPI)                                                                              | —          | Gold1      | 3× Platin3     | —           | 130.000     | ifpi.no (Memento vom 5. November 2012 im Internet Archive)     |
| Österreich (IFPI)                                                                            | —          | 3× Gold3   | Platin1        | —           | 125.000     | ifpi.at                                                        |
| Philippinen (PARI)                                                                           | —          | —          | Platin1        | —           | 40.000      | Einzelnachweise                                                |
| Polen (ZPAV)                                                                                 | —          | 2× Gold2   | —              | —           | 100.000     | olis.pl                                                        |
| Portugal (AFP)                                                                               | —          | —          | 2× Platin2     | —           | 50.000      | Einzelnachweise                                                |
| Schweden (IFPI)                                                                              | —          | —          | 6× Platin6     | —           | 460.000     | ifpi.se                                                        |
| Schweiz (IFPI)                                                                               | —          | Gold1      | 3× Platin3     | —           | 170.000     | hitparade.ch                                                   |
| Spanien (Promusicae)                                                                         | —          | 4× Gold4   | 5× Platin5     | —           | 500.000     | elportaldemusica.es                                            |
| Taiwan (RIT)                                                                                 | —          | Gold1      | —              | —           | 25.000      | Einzelnachweise                                                |
| Thailand (TECA)                                                                              | —          | Gold1      | —              | —           | 25.000      | Einzelnachweise                                                |
| Uruguay (CUD)                                                                                | —          | Gold1      | —              | —           | 3.000       | cudisco.org (Memento vom 9. Dezember 2004 im Internet Archive) |
| Vereinigte Staaten (RIAA)                                                                    | —          | 16× Gold16 | 76× Platin76   | Diamant1    | 87.700.000  | riaa.com                                                       |
| Vereinigtes Königreich (BPI)                                                                 | 5× Silber5 | 10× Gold10 | 10× Platin10   | —           | 6.970.000   | bpi.co.uk                                                      |
| Insgesamt                                                                                    | 6× Silber6 | 85× Gold85 | 200× Platin200 | 2× Diamant2 |             |                                                                |